# 한국폴리그라프협회
한국폴리그라프협회(KPA, Korean Polygraph Association)는 한국의 폴리그라프(거짓말탐지기) 검사관들이 설립한 협회이다.

## 자격증
거짓말 탐지기는 한국폴리그라프협회에서 발급하는 자격증이 있어야 검사를 할 수 있으며 2011년 기준으로 검찰, 군대, 경찰 등 전국에 80여명이 이 자격증을 보유 하고 있다. 미국 처럼, 협회에서 자율적으로 발급하는 민간자격증이다.

## 관련보도
1993년 11월 11일, 한국폴리그래프협회는 서울 육군회관에서 국방부 과학수사연구소 후원으로 軍.검찰.경찰.국립과학수사연구소등 각 수사기관의 검사관 60여명이 참여한 가운데 `93년도 정기세미나'를 개최했다.
경찰청은 지방청 단위로 거짓말탐지기를 운용하기 위해 2003년 9월 교통사고 수사요원 14명을 선발, 한국폴리그래프협회 등에서 3개월간 위탁교육을 실시한 뒤 12월부터는 각 지방청 수사과 거짓말탐지기실에서 실습교육을 실시하고 있다.
2004년 기준으로, 24년 동안 거짓말탐지기를 연구해 온 한국폴리그래프협회(KPA) 회장 박판규씨는 5000건이 넘는 검사를 시행하다 보니 해프닝도 많았다고 털어놨다. 특히 검사를 방해하는 돌발상황이 발생하는 경우 적잖이 당황하곤 했다. 하루는 검사실에 바퀴벌레가 들어와 피검인이 이것을 보고 기겁하는 바람에 검사가 중단됐다.
2013년 기준으로, 한국폴리그라프협회(KPA)를 중심으로 각 수사기관에서 약 200여명의 검사관들이 활동하고 있으며, 매년 학술세미나를 통하여 각 기관간 검사기법 정보공유와 검사업무 발전에 힘쓰고 있다.

## 같이 보기
- 미국폴리그라프협회